# Medallistas Olímpicos en Lucha grecorromana
Tabla de medallas de oro, plata y bronce de la Lucha grecorromana en los Juegos Olímpicos desde su primera edición en 1896, en cada una de las pruebas que forman parte del torneo. Solo es disputada por Hombres.
- Para la lucha libre ver Medallistas Olímpicos en Lucha libre.

## Programa vigente

#### Peso gallo
- 58 kg: 1924–1928
- 56 kg: 1932–1936
- 57 kg: 1948–1996
- 58 kg: 2000
- 55 kg: 2004–2012
- 59 kg: 2016
- 60 kg: 2020–presente

| Edición             | Oro                                       | Plata                                  | Bronce                                                          |
| ------------------- | ----------------------------------------- | -------------------------------------- | --------------------------------------------------------------- |
| París 1924          | Eduard Pütsep · Estonia                   | Anselm Ahlfors · Finlandia             | Väinö Ikonen · Finlandia                                        |
| Ámsterdam 1928      | Kurt Leucht · Alemania                    | Jindřich Maudr · Checoslovaquia        | Giovanni Gozzi · Italia                                         |
| Los Ángeles 1932    | Jakob Brendel · Alemania                  | Marcello Nizzola · Italia              | Louis François · Francia                                        |
| Berlín 1936         | Márton Lőrincz · Hungría                  | Egon Svensson · Suecia                 | Jakob Brendel · Alemania                                        |
| Londres 1948        | Kurt Pettersén · Suecia                   | Mahmud Hasan · Egipto                  | Halil Kaya · Turquía                                            |
| Helsinki 1952       | Imre Hódos · Hungría                      | Zakaria Chibab · Líbano                | Artem Teryan · Unión Soviética                                  |
| Melbourne 1956      | Konstantin Vyrupayev · Unión Soviética    | Edvin Vesterby · Suecia                | Francisc Horvath · Rumania                                      |
| Roma 1960           | Oleg Karavayev · Unión Soviética          | Ion Cernea · Rumania                   | Dinko Petrov · Bulgaria                                         |
| Tokio 1964          | Masamitsu Ichiguchi · Japón               | Vladlen Trostyansky · Unión Soviética  | Ion Cernea · Rumania                                            |
| México 1968         | János Varga · Hungría                     | Ion Baciu · Rumania                    | Ivan Kochergin · Unión Soviética                                |
| Múnich 1972         | Rustam Kazakov · Unión Soviética          | Hans-Jürgen Veil · Alemania Occidental | Risto Björlin · Finlandia                                       |
| Montreal 1976       | Pertti Ukkola · Finlandia                 | Ivan Frgić · Yugoslavia                | Farhat Mustafin · Unión Soviética                               |
| Moscú 1980          | Shamil Serikov · Unión Soviética          | Józef Lipień · Polonia                 | Benni Ljungbeck · Suecia                                        |
| Los Ángeles 1984    | Pasquale Passarelli · Alemania Occidental | Masaki Eto · Japón                     | Haralambos Holidis · Grecia                                     |
| Seúl 1988           | András Sike · Hungría                     | Stoyan Balov · Bulgaria                | Haralambos Holidis · Grecia                                     |
| Barcelona 1992      | An Han-bong · Corea del Sur               | Rıfat Yıldız · Alemania                | Sheng Zetian · República Popular China                          |
| Atlanta 1996        | Yuriy Melnichenko · Kazajistán            | Dennis Hall · Estados Unidos           | Sheng Zetian · República Popular China                          |
| Sídney 2000         | Armen Nazaryan · Bulgaria                 | Kim In-Sub · Corea del Sur             | Sheng Zetian · República Popular China                          |
| Atenas 2004         | István Majoros · Hungría                  | Gueidar Mamedaliyev · Rusia            | Artiom Kiureguian · Grecia                                      |
| Beijing 2008        | Nazyr Mankiev · Rusia                     | Rovshan Bayramov · Azerbaiyán          | Roman Amoyan · Armenia Park Eun-Chul · Corea del Sur            |
| Londres 2012        | Hamid Sourian · Irán                      | Rovshan Bayramov · Azerbaiyán          | Péter Módos · Hungría Minguiyan Semionov · Londres 2012         |
| Río de Janeiro 2016 | Ismael Borrero · Cuba                     | Shinobu Ota · Japón                    | Stig-André Berge · Noruega Elmurat Tasmuradov · Uzbekistán      |
| Tokio 2020          | Luis Orta Sánchez · Cuba                  | Kenichiro Fumita · Japón               | Walihan Sailike · República Popular China Serguei Yemelin · ROC |
| París 2024          | Kenichiro Fumita · Japón                  | Cao Liguo · República Popular China    | Zholaman Sharshenbekov · Kirguistán Ri Se-Ung · Corea del Norte |

#### Peso ligero
- 66.6 kg: 1908
- 67.5 kg: 1912–1928
- 66 kg: 1932–1936
- 67 kg: 1948–1960
- 70 kg: 1964–1968
- 68 kg: 1972–1996
- 69 kg: 2000
- 66 kg: 2004–2016
- 67 kg: 2020–presente

| Edición             | Oro                                   | Plata                              | Bronce                                                     |
| ------------------- | ------------------------------------- | ---------------------------------- | ---------------------------------------------------------- |
| Londres 1908        | Enrico Porro · Italia                 | Nikolai Orlov · Rusia              | Arvo Lindén · Finlandia                                    |
| Estocolmo 1912      | Emil Väre · Finlandia                 | Gustaf Malmström · Suecia          | Edvin Mattiasson · Suecia                                  |
| Amberes 1920        | Emil Väre · Finlandia                 | Taavi Tamminen · Finlandia         | Frithjof Andersen · Noruega                                |
| París 1924          | Oskari Friman · Finlandia             | Lajos Keresztes · Hungría          | Källe Westerlund · Finlandia                               |
| Ámsterdam 1928      | Lajos Keresztes · Hungría             | Eduard Sperling · Alemania         | Edvard Westerlund · Finlandia                              |
| Los Ángeles 1932    | Erik Malmberg · Suecia                | Abraham Kurland · Dinamarca        | Eduard Sperling · Alemania                                 |
| Berlín 1936         | Lauri Koskela · Finlandia             | Jozef Herda · Checoslovaquia       | Voldemar Väli · Estonia                                    |
| Londres 1948        | Gustav Freij · Suecia                 | Aage Eriksen · Noruega             | Károly Ferencz · Hungría                                   |
| Helsinki 1952       | Shazam Safin · Unión Soviética        | Gustav Freij · Suecia              | Mikuláš Athanasov · Checoslovaquia                         |
| Melbourne 1956      | Kyösti Lehtonen · Finlandia           | Rıza Doğan · Turquía               | Gyula Tóth · Hungría                                       |
| Roma 1960           | Avtandil Koridze · Unión Soviética    | Branislav Martinović · Yugoslavia  | Gustav Freij · Suecia                                      |
| Tokio 1964          | Kazım Ayvaz · Turquía                 | Valeriu Bularca · Rumania          | David Gvantseladze · Unión Soviética                       |
| México 1968         | Muneji Munemura · Japón               | Stevan Horvat · Yugoslavia         | Petros Galaktopoulos · Grecia                              |
| Múnich 1972         | Shamil Jisamutdinov · Unión Soviética | Stoyan Apostolov · Bulgaria        | Gian Matteo Ranzi · Italia                                 |
| Montreal 1976       | Suren Nalbandyan · Unión Soviética    | Ștefan Rusu · Rumania              | Heinz-Helmut Wehling · Alemania Oriental                   |
| Moscú 1980          | Ștefan Rusu · Rumania                 | Andrzej Supron · Polonia           | Lars-Erik Skiöld · Suecia                                  |
| Los Ángeles 1984    | Vlado Lisjak · Yugoslavia             | Tapio Sipilä · Finlandia           | James Martinez · Estados Unidos                            |
| Seúl 1988           | Levon Julfalakyan · Unión Soviética   | Kim Sung-Moon · Corea del Sur      | Tapio Sipilä · Finlandia                                   |
| Barcelona 1992      | Attila Repka · Hungría                | Islam Dugushiev · Equipo Unificado | Rodney Smith · Estados Unidos                              |
| Atlanta 1996        | Ryszard Wolny · Polonia               | Ghani Yalouz · Francia             | Alexandr Tretiakov · Rusia                                 |
| Sídney 2000         | Filiberto Azcuy · Cuba                | Katsuhiko Nagata · Japón           | Alexei Glushkov · Rusia                                    |
| Atenas 2004         | Farid Mansurov · Azerbaiyán           | Şeref Eroğlu · Turquía             | Mkhitar Manukyan · Kazajistán                              |
| Beijing 2008        | Steeve Guénot · Francia               | Kanatbek Begaliyev · Kirguistán    | Mikhail Siamionau · Bielorrusia Armen Vardanyan · Ucrania  |
| Londres 2012        | Kim Hyeon-woo · Corea del Sur         | Tamás Lőrincz · Hungría            | Steeve Guénot · Francia Manuchar Tskhadaia · Georgia       |
| Río de Janeiro 2016 | Davor Štefanek · Serbia               | Mihran Harutiunian · Armenia       | Rasul Chunayev · Azerbaiyán Shmagi Bolkvadze · Georgia     |
| Tokio 2020          | Mohamadreza Gueraei · Irán            | Parviz Nasibov · Ucrania           | Mohamed Ibrahim El-Sayed · Egipto Frank Stäbler · Alemania |
| París 2024          | Saeid Esmaeili · Irán                 | Parviz Nasibov · Ucrania           | Həsrət Cəfərov · Azerbaiyán Luis Orta Sánchez · Cuba       |

#### Peso wélter
- 72 kg: 1932–1936
- 73 kg: 1948–1960
- 78 kg: 1964–1968
- 74 kg: 1972–1996
- 76 kg: 2000
- 74 kg: 2004–2012
- 75 kg: 2016
- 77 kg: 2020–presente

| Edición             | Oro                                      | Plata                                          | Bronce                                                    |
| ------------------- | ---------------------------------------- | ---------------------------------------------- | --------------------------------------------------------- |
| Los Ángeles 1932    | Ivar Johansson · Suecia                  | Väinö Kajander · Finlandia                     | Ercole Gallegati · Italia                                 |
| Berlín 1936         | Rudolf Svedberg · Suecia                 | Fritz Schäfer · Alemania                       | Eino Virtanen · Finlandia                                 |
| Londres 1948        | Gösta Andersson · Suecia                 | Miklós Szilvási · Hungría                      | Henrik Hansen · Dinamarca                                 |
| Helsinki 1952       | Miklós Szilvási · Hungría                | Gösta Andersson · Suecia                       | Khalil Taha · Líbano                                      |
| Melbourne 1956      | Mithat Bayrak · Turquía                  | Vladimir Maneyev · Unión Soviética             | Per Berlin · Suecia                                       |
| Roma 1960           | Mithat Bayrak · Turquía                  | Günther Maritschnigg · Equipo Alemán Unificado | René Schiermeyer · Francia                                |
| Tokio 1964          | Anatoly Kolesov · Unión Soviética        | Kiril Petkov · Bulgaria                        | Bertil Nyström · Suecia                                   |
| México 1968         | Rudolf Vesper · Alemania Oriental        | Daniel Robin · Francia                         | Károly Bajkó · Hungría                                    |
| Múnich 1972         | Vítězslav Mácha · Checoslovaquia         | Petros Galaktopoulos · Grecia                  | Jan Karlsson · Suecia                                     |
| Montreal 1976       | Anatoly Bykov · Unión Soviética          | Vítězslav Mácha · Checoslovaquia               | Karl-Heinz Helbing · Alemania Occidental                  |
| Moscú 1980          | Ferenc Kocsis · Hungría                  | Anatoly Bykov · Unión Soviética                | Mikko Huhtala · Finlandia                                 |
| Los Ángeles 1984    | Jouko Salomäki · Finlandia               | Roger Tallroth · Suecia                        | Ștefan Rusu · Rumania                                     |
| Seúl 1988           | Kim Young-Nam · Corea del Sur            | Daulet Turlykhanov · Unión Soviética           | Józef Tracz · Polonia                                     |
| Barcelona 1992      | Mnatsakan Iskandarian · Equipo Unificado | Józef Tracz · Polonia                          | Torbjörn Kornbakk · Suecia                                |
| Atlanta 1996        | Filiberto Azcuy · Cuba                   | Marko Asell · Finlandia                        | Józef Tracz · Polonia                                     |
| Sídney 2000         | Murat Kardanov · Rusia                   | Matthew Lindland · Estados Unidos              | Marko Yli-Hannuksela · Finlandia                          |
| Atenas 2004         | Alexandr Dokturishvili · Uzbekistán      | Marko Yli-Hannuksela · Finlandia               | Varteres Samurgashev · Rusia                              |
| Beijing 2008        | Manuchar Kvirkvelia · Georgia            | Chang Yongxiang · República Popular China      | Yavor Yanakiev · Bulgaria Christophe Guénot · Francia     |
| Londres 2012        | Roman Vlasov · Rusia                     | Arsen Julfalakyan · Armenia                    | Emin Ahmadov · Londres 2012Aleksandr Kazakevič · Lituania |
| Río de Janeiro 2016 | Roman Vlasov · Rusia                     | Mark Madsen · Dinamarca                        | Saeid Abdevali · IránKim Hyeon-woo · Corea del Sur        |
| Tokio 2020          | Tamás Lőrincz · Hungría                  | Akzhol Majmudov · Kirguistán                   | Rafiq Hüseynov · Azerbaiyán Shohei Yabiku · Japón         |
| París 2024          | Nao Kusaka · Japón                       | Demeu Zhadyrayev · Kazajistán                  | Maljas Amoyan · Armenia Akzhol Majmudov · Kirguistán      |

#### Peso medio
- 73 kg: 1908
- 75 kg: 1912–1928
- 79 kg: 1932–1960
- 87 kg: 1964–1968
- 82 kg: 1972–1996
- 85 kg: 2000
- 84 kg: 2004–2012
- 85 kg: 2016
- 87 kg: 2020–presente

| Edición             | Oro                                   | Plata                                  | Bronce                                                     |
| ------------------- | ------------------------------------- | -------------------------------------- | ---------------------------------------------------------- |
| Londres 1908        | Frithiof Mårtensson · Suecia          | Mauritz Andersson · Suecia             | Anders Andersen · Dinamarca                                |
| Estocolmo 1912      | Claes Johanson · Suecia               | Martin Klein · Rusia                   | Alfred Asikainen · Finlandia                               |
| Amberes 1920        | Carl Westergren · Suecia              | Arthur Lindfors · Finlandia            | Masa Perttilä · Finlandia                                  |
| París 1924          | Edvard Westerlund · Finlandia         | Arthur Lindfors · Finlandia            | Roman Steinberg · Estonia                                  |
| Ámsterdam 1928      | Väinö Kokkinen · Finlandia            | László Papp · Hungría                  | Albert Kusnets · Estonia                                   |
| Los Ángeles 1932    | Väinö Kokkinen · Finlandia            | Jean Földeák · Alemania                | Axel Cadier · Suecia                                       |
| Berlín 1936         | Ivar Johansson · Suecia               | Ludwig Schweickert · Alemania          | József Palotás · Hungría                                   |
| Londres 1948        | Axel Grönberg · Suecia                | Muhlis Tayfur · Turquía                | Ercole Gallegati · Italia                                  |
| Helsinki 1952       | Axel Grönberg · Suecia                | Kalervo Rauhala · Finlandia            | Nikolay Belov · Unión Soviética                            |
| Melbourne 1956      | Givi Kartozia · Unión Soviética       | Dimitar Dobrev · Bulgaria              | Rune Jansson · Suecia                                      |
| Roma 1960           | Dimitar Dobrev · Bulgaria             | Lothar Metz · Equipo Alemán Unificado  | Ion Țăranu · Rumania                                       |
| Tokio 1964          | Branislav Simić · Yugoslavia          | Jiří Kormaník · Checoslovaquia         | Lothar Metz · Equipo Alemán Unificado                      |
| México 1968         | Lothar Metz · Alemania Oriental       | Valentin Olenik · Unión Soviética      | Branislav Simić · Yugoslavia                               |
| Múnich 1972         | Csaba Hegedűs · Hungría               | Anatoly Nazarenko · Unión Soviética    | Milan Nenadić · Yugoslavia                                 |
| Montreal 1976       | Momir Petković · Yugoslavia           | Vladimir Cheboksarov · Unión Soviética | Ivan Kolev · Bulgaria                                      |
| Moscú 1980          | Guennadi Korban · Unión Soviética     | Jan Dołgowicz · Polonia                | Pavel Pavlov · Bulgaria                                    |
| Los Ángeles 1984    | Ion Draica · Rumania                  | Dimitrios Thanopoulos · Grecia         | Sören Claeson · Suecia                                     |
| Seúl 1988           | Mikhail Mamiashvili · Unión Soviética | Tibor Komáromi · Hungría               | Kim Sang-Kyu · Corea del Sur                               |
| Barcelona 1992      | Péter Farkas · Hungría                | Piotr Stępień · Polonia                | Daulet Turlykhanov · Equipo Unificado                      |
| Atlanta 1996        | Hamza Yerlikaya · Turquía             | Thomas Zander · Alemania               | Valery Tsilent · Bielorrusia                               |
| Sídney 2000         | Hamza Yerlikaya · Turquía             | Sándor Bárdosi · Hungría               | Mujran Vajtangadze · Georgia                               |
| Atenas 2004         | Alexei Mishin · Rusia                 | Ara Abrahamian · Suecia                | Viachaslau Makaranka · Bielorrusia                         |
| Beijing 2008        | Andrea Minguzzi · Italia              | Zoltán Fodor · Hungría                 | Nazmi Avluca · Turquía                                     |
| Londres 2012        | Alan Khugaev · Rusia                  | Karam Gaber · Egipto                   | Daniyal Gadzhiyev · Kazajistán Damian Janikowski · Polonia |
| Río de Janeiro 2016 | Davit Chakvetadze · Rusia             | Zhan Beleniuk · Ucrania                | Javid Hamzatau · Bielorrusia Denis Kudla · Alemania        |
| Tokio 2020          | Zhan Beleniuk · Ucrania               | Viktor Lőrincz · Hungría               | Denis Kudla · Alemania Zurab Datunashvili · Serbia         |
| París 2024          | Semen Novikov · Bulgaria              | Alireza Mohmadi · Irán                 | Zhan Beleniuk · Ucrania Turpal Bisultanov · Dinamarca      |

#### Peso pesado
- +82.5 kg: 1912–1928
- +87 kg: 1932–1960
- +97 kg: 1964–1968
- 100 kg: 1972–1996
- 97 kg: 2000
- 96 kg: 2004–2012
- 98 kg: 2016
- 97 kg: 2020–presente

| Edición             | Oro                                 | Plata                                       | Bronce                                                         |
| ------------------- | ----------------------------------- | ------------------------------------------- | -------------------------------------------------------------- |
| Estocolmo 1912      | Yrjö Saarela · Finlandia            | Johan Olin · Finlandia                      | Søren Marinus Jensen · Dinamarca                               |
| Amberes 1920        | Adolf Lindfors · Finlandia          | Poul Hansen · Dinamarca                     | Martti Nieminen · Finlandia                                    |
| París 1924          | Henri Deglane · Francia             | Edil Rosenqvist · Finlandia                 | Rajmund Badó · Hungría                                         |
| Ámsterdam 1928      | Rudolf Svensson · Suecia            | Hjalmar Nyström · Finlandia                 | Georg Gehring · Alemania                                       |
| Los Ángeles 1932    | Carl Westergren · Suecia            | Josef Urban · Checoslovaquia                | Nikolaus Hirschl · Austria                                     |
| Berlín 1936         | Kristjan Palusalu · Estonia         | John Nyman · Suecia                         | Kurt Hornfischer · Alemania                                    |
| Londres 1948        | Ahmet Kireççi · Turquía             | Tor Nilsson · Suecia                        | Guido Fantoni · Italia                                         |
| Helsinki 1952       | Johannes Kotkas · Unión Soviética   | Josef Růžička · Checoslovaquia              | Tauno Kovanen · Finlandia                                      |
| Melbourne 1956      | Anatoli Parfenov · Unión Soviética  | Wilfried Dietrich · Equipo Alemán Unificado | Adelmo Bulgarelli · Italia                                     |
| Roma 1960           | Ivan Bogdan · Unión Soviética       | Wilfried Dietrich · Equipo Alemán Unificado | Bohumil Kubát · Checoslovaquia                                 |
| Tokio 1964          | István Kozma · Hungría              | Anatoly Roshchin · Unión Soviética          | Wilfried Dietrich · Equipo Alemán Unificado                    |
| México 1968         | István Kozma · Hungría              | Anatoly Roshchin · Unión Soviética          | Petr Kment · Checoslovaquia                                    |
| Múnich 1972         | Nicolae Martinescu · Rumania        | Nikolai Yakovenko · Unión Soviética         | Ferenc Kiss · Hungría                                          |
| Montreal 1976       | Nikolai Balboshin · Unión Soviética | Kamen Goranov · Bulgaria                    | Andrzej Skrzydlewski · Polonia                                 |
| Moscú 1980          | Gueorgui Raikov · Bulgaria          | Roman Bierła · Polonia                      | Vasile Andrei · Rumania                                        |
| Los Ángeles 1984    | Vasile Andrei · Rumania             | Greg Gibson · Estados Unidos                | Jožef Tertei · Yugoslavia                                      |
| Seúl 1988           | Andrzej Wroński · Polonia           | Gerhard Himmel · Alemania Occidental        | Dennis Koslowski · Estados Unidos                              |
| Barcelona 1992      | Héctor Milián · Cuba                | Dennis Koslowski · Estados Unidos           | Serguei Demiashkevich · Equipo Unificado                       |
| Atlanta 1996        | Andrzej Wroński · Polonia           | Serguei Lishtvan · Bielorrusia              | Mikael Ljungberg · Suecia                                      |
| Sídney 2000         | Mikael Ljungberg · Suecia           | Davyd Saldadze · Ucrania                    | Garrett Lowney · Estados Unidos                                |
| Atenas 2004         | Karam Gaber · Egipto                | Ramaz Nozadze · Georgia                     | Mehmet Özal · Turquía                                          |
| Beijing 2008        | Aslanbek Khushtov · Rusia           | Mirko Englich · Alemania                    | Marek Švec · República Checa Adam Wheeler · Estados Unidos     |
| Londres 2012        | Ghasem Rezaei · Irán                | Rustam Totrov · Rusia                       | Artur Aleksanyan · Armenia Jimmy Lidberg · Suecia              |
| Río de Janeiro 2016 | Artur Aleksanyan · Armenia          | Yasmany Lugo · Cuba                         | Ghasem Rezaei · Irán Cenk İldem · Río de Janeiro 2016          |
| Tokio 2020          | Musa Yevloyev · ROC                 | Artur Aleksanyan · Armenia                  | Mohammadhadi Saravi · Irán Tadeusz Michalik · Polonia          |
| París 2024          | Mohammadhadi Saravi · Irán          | Artur Alexanian · Armenia                   | Gabriel Rosillo Kindelán · Cuba Uzur Dzhuzupbekov · Kirguistán |

#### Peso superpesado
- +93 kg: 1908
- +100 kg: 1972–1984
- 130 kg: 1988–2000
- 120 kg: 2004–2012
- 130 kg: 2016–presente

| Edición             | Oro                                        | Plata                                      | Bronce                                                        |
| ------------------- | ------------------------------------------ | ------------------------------------------ | ------------------------------------------------------------- |
| Londres 1908        | Richárd Weisz · Hungría                    | Aleksandr Petrov · Rusia                   | Søren Marinus Jensen · Dinamarca                              |
| 1912–1968           | Prueba no incluida en el programa olímpico | Prueba no incluida en el programa olímpico | Prueba no incluida en el programa olímpico                    |
| Múnich 1972         | Anatoly Roshchin · Unión Soviética         | Aleksandar Tomov · Bulgaria                | Victor Dolipschi · Rumania                                    |
| Montreal 1976       | Alexandr Kolchinski · Unión Soviética      | Aleksandar Tomov · Bulgaria                | Roman Codreanu · Rumania                                      |
| Moscú 1980          | Alexandr Kolchinski · Unión Soviética      | Aleksandar Tomov · Bulgaria                | Hasan Bechara · Líbano                                        |
| Los Ángeles 1984    | Jeff Blatnick · Estados Unidos             | Refik Memišević · Yugoslavia               | Victor Dolipschi · Rumania                                    |
| Seúl 1988           | Aleksandr Karelin · Unión Soviética        | Ranguel Guerovski · Bulgaria               | Tomas Johansson · Suecia                                      |
| Barcelona 1992      | Aleksandr Karelin · Equipo Unificado       | Tomas Johansson · Suecia                   | Ioan Grigoraș · Rumania                                       |
| Atlanta 1996        | Aleksandr Karelin · Rusia                  | Matt Ghaffari · Estados Unidos             | Serghei Mureico · Moldavia                                    |
| Sídney 2000         | Rulon Gardner · Estados Unidos             | Aleksandr Karelin · Rusia                  | Dmitry Debelka · Bielorrusia                                  |
| Atenas 2004         | Khasan Baroev · Rusia                      | Gueorgui Tsurtsumia · Kazajistán           | Rulon Gardner · Estados Unidos                                |
| Beijing 2008        | Mijaín López · Cuba                        | Mindaugas Mizgaitis · Lituania             | Yuri Patrikeyev · Armenia Yannick Szczepaniak · Francia       |
| Londres 2012        | Mijaín López · Cuba                        | Heiki Nabi · Estonia                       | Johan Eurén · Suecia Rıza Kayaalp · Turquía                   |
| Río de Janeiro 2016 | Mijaín López · Cuba                        | Rıza Kayaalp · Turquía                     | Sabah Shariati · Azerbaiyán Serguei Semionov · Rusia          |
| Tokio 2020          | Mijaín López · Cuba                        | Iakob Kajaia · Georgia                     | Serguei Semionov · ROC Rıza Kayaalp · Turquía                 |
| París 2024          | Mijaín López · Cuba                        | Yasmani Acosta · Chile                     | Amin Mirzazadeh · Irán Meng Lingzhe · República Popular China |

## Eventos descontinuados

#### Categoría abierta
| Edición     | Oro                       | Plata                    | Bronce                           |
| ----------- | ------------------------- | ------------------------ | -------------------------------- |
| Atenas 1896 | Carl Schuhmann · Alemania | Georgios Tsitas · Grecia | Stephanos Christopoulos · Grecia |

#### Peso mosca-ligero
- 48 kg: 1972–1996

| Edición          | Oro                                    | Plata                                | Bronce                      |
| ---------------- | -------------------------------------- | ------------------------------------ | --------------------------- |
| Múnich 1972      | Gheorghe Berceanu · Rumania            | Rahim Aliabadi · Irán                | Stefan Angelov · Bulgaria   |
| Montreal 1976    | Alexei Shumakov · Unión Soviética      | Gheorghe Berceanu · Rumania          | Stefan Angelov · Bulgaria   |
| Moscú 1980       | Zhaxylyk Ushkempirov · Unión Soviética | Constantin Alexandru · Rumania       | Ferenc Seres · Hungría      |
| Los Ángeles 1984 | Vincenzo Maenza · Italia               | Markus Scherer · Alemania Occidental | Ikuzo Saito · Japón         |
| Seúl 1988        | Vincenzo Maenza · Italia               | Andrzej Głąb · Polonia               | Bratan Tsenov · Bulgaria    |
| Barcelona 1992   | Oleg Kucherenko · Equipo Unificado     | Vincenzo Maenza · Italia             | Wilber Sánchez Amita · Cuba |
| Atlanta 1996     | Sim Kwon-ho · Corea del Sur            | Aleksandr Pavlov · Bielorrusia       | Zafar Guliyev · Rusia       |

#### Peso mosca
- 52 kg: 1948–1996
- 54 kg: 2000

| Edición          | Oro                                   | Plata                                   | Bronce                           |
| ---------------- | ------------------------------------- | --------------------------------------- | -------------------------------- |
| Londres 1948     | Pietro Lombardi · Italia              | Kenan Olcay · Turquía                   | Reino Kangasmäki · Finlandia     |
| Helsinki 1952    | Boris Gurevich · Unión Soviética      | Ignazio Fabra · Italia                  | Leo Honkala · Finlandia          |
| Melbourne 1956   | Nikolai Solovyov · Unión Soviética    | Ignazio Fabra · Italia                  | Dursun Ali Eğribaş · Turquía     |
| Roma 1960        | Dumitru Pârvulescu · Rumania          | Osman El-Sayed · República Árabe Unida  | Mohammad Paziraei · Irán         |
| Tokio 1964       | Tsutomu Hanahara · Japón              | Angel Kerezov · Bulgaria                | Dumitru Pârvulescu · Rumania     |
| México 1968      | Petar Kirov · Bulgaria                | Vladimir Bakulin · Unión Soviética      | Miroslav Zeman · Checoslovaquia  |
| Múnich 1972      | Petar Kirov · Bulgaria                | Koichiro Hirayama · Japón               | Giuseppe Bognanni · Italia       |
| Montreal 1976    | Vitali Konstantinov · Unión Soviética | Nicu Gingă · Rumania                    | Koichiro Hirayama · Japón        |
| Moscú 1980       | Vakhtang Blagidze · Unión Soviética   | Lajos Rácz · Hungría                    | Mladen Mladenov · Bulgaria       |
| Los Ángeles 1984 | Atsuji Miyahara · Japón               | Daniel Aceves · México                  | Bang Dae-Du · Corea del Sur      |
| Seúl 1988        | Jon Rønningen · Noruega               | Atsuji Miyahara · Japón                 | Lee Jae-Suk · Corea del Sur      |
| Barcelona 1992   | Jon Rønningen · Noruega               | Alfred Ter-Mkrtchyan · Equipo Unificado | Min Kyung-Gab · Corea del Sur    |
| Atlanta 1996     | Armen Nazaryan · Armenia              | Brandon Paulson · Estados Unidos        | Andriy Kalashnykov · Ucrania     |
| Sídney 2000      | Sim Kwon-ho · Corea del Sur           | Lázaro Rivas · Cuba                     | Kang Yong-gyun · Corea del Norte |

#### Peso pluma
- 60 kg: 1912–1920
- 62 kg: 1924–1928
- 61 kg: 1932–1960
- 63 kg: 1964–1968
- 62 kg: 1972–1996
- 63 kg: 2000
- 60 kg: 2004–2012

| Edición          | Oro                                  | Plata                                    | Bronce                                                               |
| ---------------- | ------------------------------------ | ---------------------------------------- | -------------------------------------------------------------------- |
| Estocolmo 1912   | Kaarlo Koskelo · Finlandia           | Georg Gerstäcker · Alemania              | Otto Lasanen · Finlandia                                             |
| Amberes 1920     | Oskari Friman · Finlandia            | Heikki Kähkönen · Finlandia              | Fritiof Svensson · Suecia                                            |
| París 1924       | Kalle Anttila · Finlandia            | Aleksanteri Toivola · Finlandia          | Eric Malmberg · Suecia                                               |
| Ámsterdam 1928   | Voldemar Väli · Estonia              | Eric Malmberg · Suecia                   | Gerolamo Quaglia · Italia                                            |
| Los Ángeles 1932 | Giovanni Gozzi · Italia              | Wolfgang Ehrl · Alemania                 | Lauri Koskela · Finlandia                                            |
| Berlín 1936      | Yaşar Erkan · Turquía                | Aarne Reini · Finlandia                  | Einar Karlsson · Suecia                                              |
| Londres 1948     | Mehmet Oktav · Turquía               | Olle Anderberg · Suecia                  | Ferenc Tóth · Hungría                                                |
| Helsinki 1952    | Yakov Punkin · Unión Soviética       | Imre Polyák · Hungría                    | Abdel Aaal Rashed · Egipto                                           |
| Melbourne 1956   | Rauno Mäkinen · Finlandia            | Imre Polyák · Hungría                    | Roman Dzeneladze · Unión Soviética                                   |
| Roma 1960        | Müzahir Sille · Turquía              | Imre Polyák · Hungría                    | Konstantin Vyrupayev · Unión Soviética                               |
| Tokio 1964       | Imre Polyák · Hungría                | Roman Rurua · Unión Soviética            | Branislav Martinović · Yugoslavia                                    |
| México 1968      | Roman Rurua · Unión Soviética        | Hideo Fujimoto · Japón                   | Simion Popescu · Rumania                                             |
| Múnich 1972      | Georgi Markov · Bulgaria             | Heinz-Helmut Wehling · Alemania Oriental | Kazimierz Lipień · Polonia                                           |
| Montreal 1976    | Kazimierz Lipień · Polonia           | Nelson Davidian · Unión Soviética        | László Réczi · Hungría                                               |
| Moscú 1980       | Stelios Mygiakis · Grecia            | István Tóth · Hungría                    | Boris Kramarenko · Unión Soviética                                   |
| Los Ángeles 1984 | Kim Weon-Kee · Corea del Sur         | Kent-Olle Johansson · Suecia             | Hugo Dietsche · Suiza                                                |
| Seúl 1988        | Kamandar Madzhidov · Unión Soviética | Zhivko Vangelov · Bulgaria               | An Dae-Hyun · Corea del Sur                                          |
| Barcelona 1992   | Mehmet Akif Pirim · Turquía          | Sergey Martynov · Equipo Unificado       | Juan Marén · Cuba                                                    |
| Atlanta 1996     | Włodzimierz Zawadzki · Polonia       | Juan Marén · Cuba                        | Mehmet Akif Pirim · Turquía                                          |
| Sídney 2000      | Varteres Samurgashev · Rusia         | Juan Marén · Cuba                        | Akaki Chachua · Georgia                                              |
| Atenas 2004      | Jung Ji-hyun · Corea del Sur         | Roberto Monzón · Cuba                    | Armen Nazaryan · Bulgaria                                            |
| Beijing 2008     | Islambek Albiev · Rusia              | Nurbakyt Tengizbayev · Kazajistán        | Sheng Jiang · República Popular ChinaRuslan Tyumenbayev · Kirguistán |
| Londres 2012     | Omid Norouzi · Irán                  | Revaz Lashji · Georgia                   | Ryutaro Matsumoto · JapónZaur Kuramagomedov · Rusia                  |

#### Peso semipesado
- 93 kg: 1908
- 82.5 kg: 1912–1928
- 87 kg: 1932–1960
- 97 kg: 1964–1968
- 90 kg: 1972–1996

| Edición          | Oro                                  | Plata                                           | Bronce                                |
| ---------------- | ------------------------------------ | ----------------------------------------------- | ------------------------------------- |
| Londres 1908     | Verner Weckman · Finlandia           | Yrjö Saarela · Finlandia                        | Carl Jensen · Dinamarca               |
| Estocolmo 1912   | medalla no entregada                 | Anders Ahlgren · SueciaIvar Böhling · Finlandia | Béla Varga · Hungría                  |
| Amberes 1920     | Claes Johanson · Suecia              | Edil Rosenqvist · Finlandia                     | Johannes Eriksen · Dinamarca          |
| París 1924       | Carl Westergren · Suecia             | Rudolf Svensson · Suecia                        | Onni Pellinen · Finlandia             |
| Ámsterdam 1928   | Ibrahim Moustafa · Egipto            | Adolf Rieger · Alemania                         | Onni Pellinen · Finlandia             |
| Los Ángeles 1932 | Rudolf Svensson · Suecia             | Onni Pellinen · Finlandia                       | Mario Gruppioni · Italia              |
| Berlín 1936      | Axel Cadier · Suecia                 | Edvīns Bietags · Letonia                        | August Neo · Estonia                  |
| Londres 1948     | Karl-Erik Nilsson · Suecia           | Kelpo Gröndahl · Finlandia                      | Ibrahim Orabi · Egipto                |
| Helsinki 1952    | Kelpo Gröndahl · Finlandia           | Shalva Chijladze · Unión Soviética              | Karl-Erik Nilsson · Suecia            |
| Melbourne 1956   | Valentin Nikolayev · Unión Soviética | Petko Sirakov · Bulgaria                        | Karl-Erik Nilsson · Suecia            |
| Roma 1960        | Tevfik Kış · Turquía                 | Krali Bimbalov · Bulgaria                       | Givi Kartoziya · Unión Soviética      |
| Tokio 1964       | Boyan Radev · Bulgaria               | Per Svensson · Suecia                           | Heinz Kiehl · Equipo Alemán Unificado |
| México 1968      | Boyan Radev · Bulgaria               | Nikolai Yakovenko · Unión Soviética             | Nicolae Martinescu · Rumania          |
| Múnich 1972      | Valery Rezantsev · Unión Soviética   | Josip Čorak · Yugoslavia                        | Czesław Kwieciński · Polonia          |
| Montreal 1976    | Valery Rezantsev · Unión Soviética   | Stoyan Ivanov · Bulgaria                        | Czesław Kwieciński · Polonia          |
| Moscú 1980       | Norbert Növényi · Hungría            | Igor Kanyguin · Unión Soviética                 | Petre Dicu · Rumania                  |
| Los Ángeles 1984 | Steve Fraser · Estados Unidos        | Ilie Matei · Rumania                            | Frank Andersson · Suecia              |
| Seúl 1988        | Atanas Komchev · Bulgaria            | Harri Koskela · Finlandia                       | Vladimir Popov · Unión Soviética      |
| Barcelona 1992   | Maik Bullmann · Alemania             | Hakkı Başar · Turquía                           | Gogi Koguashvili · Equipo Unificado   |
| Atlanta 1996     | Viacheslav Olinyk · Ucrania          | Jacek Fafiński · Polonia                        | Maik Bullmann · Alemania              |